# Brandenburger Vorstadt
Brandenburger Vorstadt (letteralmente "sobborgo di Brandeburgo") è un quartiere della città tedesca di Potsdam.